# IC 1868
IC 1868 је спирална галаксија у сазвјежђу Кит која се налази на листи објеката дубоког неба у Индекс каталогу.
Деклинација објекта је + 9° 22' 46" а ректасцензија 2h 56m 5,8s. Привидна величина (магнитуда) објекта IC 1868 износи 15,1 а фотографска магнитуда 15,9. IC 1868 је још познат и под ознакама NPM1G +09.0089, PGC 3091399.